# 瓦寨镇
瓦寨镇，是中华人民共和国贵州省黔东南苗族侗族自治州三穗县下辖的一个乡镇级行政单位。

## 行政区划
瓦寨镇下辖以下地区：
文昌社区、斗街村、上街村、店头村、新中村、冲前村、柑子院村、坪城村、调洞村、晓隘村、白家村、观音阁村、民星村、街上村、老寨村、屯上村和巴顺村。